# Philothamnus semivariegatus
Il Serpente cespuglio maculato ('Philothamnus Semivariegatus') (Smith, 1840) è una specie non velenosa di serpente, appartenente alla famiglia Colubridae, diffuso in Africa.

## Descrizione
Il colore di questo animale è un verde acceso con macchie nere. La lunghezza varia solitamente dai 60 ai 90 cm.

## Biologia

### Comportamento
Sono eccellenti arrampicatori e nuotatori, nonché dotati di un'ottima vista. Non sono territoriali, e possono vagare per grandi distanze in cerca di cibo. Il Philothamnus semivariegatus è molto comune e completamente innocuo. Esso è generalmente ben mimetizzato, di natura nervosa e molto veloce a scappare da qualsiasi potenziale pericolo. Proprio per questo motivo gli avvistamenti suburabani son assai rari. Questa specie di serpente non  può essere tenuta come animale domestico o nei rettilari chiusi perché è molto riluttante a mangiare.

### Alimentazione
Caccia principalmente lucertole.

### Riproduzione
Le femmine possono deporre tra 3 e 8 uova ogni estate.

## Distribuzione e habitat
L'areale della specie si estende all'interno dell'Ecozona afrotropicale, comprendendo: la Namibia, il Botswana, lo Zimbabwe, il Sudafrica orientale (Natal, locus typicus: Bushman Flat, Provincia del Capo), lo Swaziland, il Mozambico meridionale, lo Zambia, la Repubblica Democratica del Congo, la Repubblica del Congo, la Guinea Equatoriale, il Camerun, la Repubblica Centrafricana, il Ciad, il Sudan, la Nigeria, il Benin, il Togo, il Ghana, la Costa d'Avorio, la Liberia, la Guinea, il Mali, il Senegal, l'Etiopia, l'Eritrea, la Somalia, il Kenya, l'Angola, il Gambia, la Tanzania ed il Burkina Faso.
Si ritrova specialmente tra gli alberi nelle zone di boscaglia e di vera e propria foresta.

## Tassonomia

### Sinonimi
Sono stati riportati i seguenti sinonimi:
- Dendrophis (Philothamnus) semivariegata Smith, 1840
- Chrysopelea capensis Smith, 1837
- Ahaetulla bocagii Günther, 1888
- Philothamnus bocagii Günther, 1895
- ?Ahaetulla irregularis Parenti & Picaglia, 1886
- Philothamnus semivariegatus Boulenger, 1894
- Philothamnus semivariegatus semivariegatus Loveridge, 1936
- Philothamnus semivariegatus semivariegatus Bogert, 1942
- Philothamnus semivariegatus semivariegatus Loveridge, 1955
- Philothamnus semivariegatus semivariegatus Auerbach, 1987
- Philothamnus semivariegatus semivariegatus Boycott, 1992
- Philothamnus semivariegatus Broadley, 1998
- Philothamnus semivariegatus Largen & Spawls, 2010

### Sottospecie
Non sono state descritte sottospecie.

## Conservazione
La specie non è valutata dalla Lista rossa IUCN.